# حزب ملل اسلامی
حزب ملل اسلامی، یک گروه مسلح چپ گرای اسلامی با تشکیلات مخفی بود  به مدت کوتاهی در دهه چهل شمسی حیات سیاسی داشت و در ابتدا یک سازمان مخفی برای اقدامات علیه رژیم پهلوی بود   هدف نهائی این گروه تأسیس حکومت اسلامی بود. این گروه با رهبری و محوریت سید محمدکاظم موسوی بجنوردی شکل گرفت.

## تأسیس
در سال ۱۳۴۱ توسط سید محمدکاظم موسوی بجنوردی با مشی نظامی-سیاسی تأسیس شد که بجنوردی در ادامه رهبری آن را در دست داشت. این حزب، برنامه‌های خود را در سه مرحلهٔ میان مدت برنامه‌ریزی کرده بود که به خاطر کشف زودهنگام حزب قبل از اینکه مبادرت به اقدامی بیرونی کند، با دستگیری رهبران و اعضای آن از هم پاشیده شد. تعدادی از اعضای این حزب از جمله عباس آقازمانی (ابوشریف)، احمد احمد و جواد منصوری بعدها گروهی به نام سازمان حزب‌الله را در سال ۱۳۴۶ سازماندهی کردند.

## اساس و اهداف
حزب ملل اسلامی، سازمان و تشکیلاتی سیاسی با مشی مسلحانه و انقلابی، اساس و برنامهٔ خود را بر محور ایجاد حکومت اسلامی استوار و برنامه‌هایش در عرصه‌های اقتصادی، قضائی، فرهنگی و سیاست خارجی در ۶۵ ماده تدوین شده بود و برای آن سه مرحله تدوین شده بود ۱. مرحلهٔ ازدیاد و تعلیم (رشد کمی و آموزش) ۲. مرحلهٔ استعداد (آمادگی رزمی) ۳. مرحلهٔ ظهور (مبارزهٔ علنی)

## تشکیلات
ماه نامهٔ خلق ارگان این حزب بود. نشان آن پرچمی سرخ با ستاره‌ای هشت پر در دایره‌ای سفید در مرکز آن است. جذب نیرو در آن به صورت کاملاً گزینشی و مخفیانه انجام می‌شد. سلسله مراتب تشکیلات به این ترتیب بود: رهبر حزب، کمیتهٔ مرکزی، چند شبکه، هر شبکه دو گروه، هر گروه یک دسته، هر دسته دو شاخه، هر شاخه دو واحد، هر واحد دو مدرسه.

## کشف
در مهر ۱۳۴۴ پس از دستگیری محمدباقر صنوبری که حامل مقادیر زیادی مدارک از حزب بود و در پی آن دستگیری ۵۵ تن از افراد حزب در عمل انحلال یافت. بجنوردی به اعدام و سپس حبس ابد محکوم گشت. دیگر اعضای اصلی مانند ابوالقاسم سرحدی‌زاده و محمدجواد حجتی کرمانی به حبس‌هایی سنگین محکوم گردیدند.

## اعضای حزب
حزب ملل اسلامی، ۵۵ عضو تشکیلاتی داشته‌است که همگی در سال ۱۳۴۴ توسط حکومت پهلوی دستگیر شدند. سید محمدکاظم موسوی بجنوردی، محمدجواد حجتی کرمانی، عباس آقازمانی (ابوشریف)، جواد منصوری، عباس مظاهری، علی‌اکبر صلاحمند، محمد پیران، احمد منصوری، حمید خان‌محمد، احمد شیرینی، ابوالحسن فلاحتی موحد، سید حسن طباطبایی، سید اصغر قریشی، محمدعلی جمالیان، احمد آقازمانی، محمدتقی شالچی، سید احمد تقوی، عباس دوزدوزانی، ابوالقاسم سرحدی‌زاده، مرتضی حاجی، محمدکاظم سیفیان، محمدباقر صنوبری، حسن ابن‌الرضا، حسن عزیزی ملقب به حامد، محمد سیدمحمودی، احمد احمد، محمد میرمحمدصادقی و علی نورصادقی از جمله شناخته شده‌ترین اعضای حزب ملل هستند.